# Carène sagittale
Pour les articles homonymes, voir Carène.

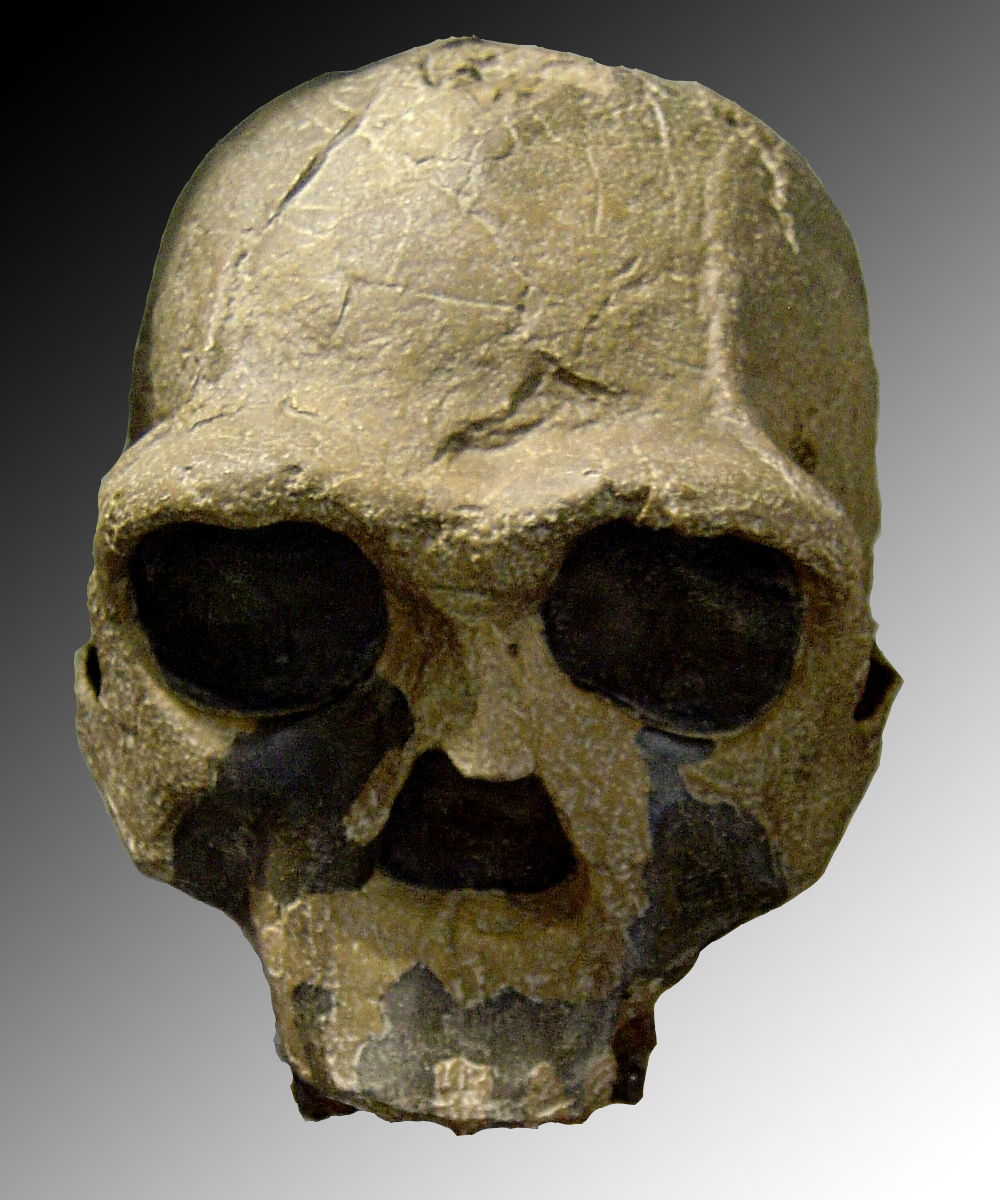
Carène sagittale sur le crâne d’Homo ergaster

Une carène sagittale est un épaississement de l'os sur une partie ou la totalité de la ligne médiane de l'os frontal, et sur le sommet des os pariétaux qui se rejoignent le long de la suture sagittale.

## Morphologie
Les carènes sagittales ont une forme surélevée et bombée semblable à la carène d'un bateau.

## Paléoanthropologie
On les trouve notamment chez Homo ergaster, Homo erectus, Homo heidelbergensis, où elles ont probablement servi comme bouclier contre les chocs sur la voute du crâne, et comme point d'attache pour les muscles temporaux.

## Homo sapiens
La plupart des Homo sapiens ont perdu cette carène dans le cadre de la tendance générale à l'amincissement des os crâniens au cours de l'évolution humaine, afin de faire place à un cerveau plus volumineux. Cependant, une très faible proportion d'hommes modernes ont conservé cet épaississement (Patrick Stewart et Shi Yan Ming (en) en sont de bons exemples).